# Marta Wojtanowska
Marta Wojtanowska (5 de enero de 1979) es una deportista polaca que compitió en lucha libre. Ganó una medalla de oro en el Campeonato Europeo de Lucha de 1999, en la categoría de 51 kg.

## Palmarés internacional
| Campeonato Europeo | Campeonato Europeo | Campeonato Europeo | Campeonato Europeo |
| Año                | Lugar              | Medalla            | Categoría          |
| ------------------ | ------------------ | ------------------ | ------------------ |
| 1999               | Götzis (Austria)   | Medalla de oro     | 51 kg              |